# Wiktor Georgijewitsch Rybakow
Wiktor Georgijewitsch Rybakow (russisch Виктор Георгиевич Рыбаков; * 26. Mai 1956 in Magadan) ist ein ehemaliger sowjetischer Boxer. Er gewann bei den Olympischen Spielen 1976 und 1980 jeweils eine Bronzemedaille und war dreifacher Europameister der Amateure im Bantam-, Feder- bzw. Leichtgewicht.

## Werdegang
Wiktor Rybakow wuchs, da sich seine Eltern um ihn nicht kümmerten, in einem Kinderheim in der Nähe von Magadan auf. Als Kind betätigte er sich in den üblichen Sportarten Fußball, Basketball und Eishockey. Mit 15 Jahren begann er mit dem Boxen und wurde von seinem Trainer Gennadi Ryschkow zum Juniorenmeister des fernen Ostens geformt. Er gehörte der Sportorganisation „Trud“ an.
1974 wurde er sowjetischer Juniorenmeister (U 20) im Fliegengewicht (Klasse bis 51 kg Körpergewicht) und wurde für die Junioren-Europameisterschaft in Kiew nominiert. In Kiew siegte er über Csaba Csordas aus Ungarn durch technischen K. o. in der 2. Runde, Nita Roba aus Rumänien nach Punkten und Zoran Stefanowics aus Jugoslawien durch K. o. in der 1. Runde. Im Finale besiegte er dann auch Ilja Ganuschew aus Bulgarien nach Punkten und war damit Junioren-Europameister im Fliegengewicht.
Im Jahre 1975 startete Wiktor Rybakow erstmals bei der Meisterschaft der UdSSR. Er startete dort im Bantamgewicht (bis 54 kg Körpergewicht) und gewann mit einem Punktsieg über Felix Pak seinen ersten sowjetischen Meistertitel. Bei der Europameisterschaft der Senioren in Kattowitz war Wiktor Rybakow ebenfalls in hervorragender Form. Er besiegte im Achtelfinale den französischen Titelverteidiger Aldo Cosentino durch K. o. in der 1. Runde und schlug dann Kemal Sonunur aus der Türkei und Milan Piskac aus der Tschechoslowakei jeweils sicher nach Punkten. Im Endkampf musste er aber schwer kämpfen, um Zatscho Andrejkowski aus Bulgarien knapp mit 3:2 Richterstimmen nach Punkten besiegen zu können.
1976 holte sich Wiktor Rybakow durch einen Punktsieg über David Torosjan seinen zweiten sowjetischen Meistertitel im Bantamgewicht, womit er sich das Startrecht bei den Olympischen Spielen dieses Jahres in Montreal erkämpft hatte. In Montreal siegte er über Alfred Siame aus Sambia, Hitoshi Ishagaki aus Japan und Stefan Förster aus der DDR nach Punkten, wobei der Sieg über Förster mit 3:2 Richterstimmen äußerst knapp ausfiel. Im Halbfinale traf er dann auf den US-Boy Charles Mooney, dem er mit 1:4 Richterstimmen unterlag. Damit hatte er eine Bronzemedaille gewonnen.
Ab dem Jahre 1977 startete Wiktor Rybakow im Federgewicht (Klasse bis 57 kg Körpergewicht). Er gewann bei der sowjetischen Meisterschaft dieses Jahres durch einen Sieg im Endkampf über Anatoli Wolkow auch in dieser neuen Gewichtsklasse den Meistertitel. Bei der Europameisterschaft dieses Jahres in Halle/Saale errang er zunächst zwei Siege über Bratislav Ristić aus Jugoslawien und Francis Tripp aus Frankreich, ehe er im Halbfinale gegen Richard Nowakowski aus der DDR mit 1:4 Richterstimmen unterlag und mit der EM-Bronzemedaille zufrieden sein musste.
Wiktor Rybakow, der zwischenzeitlich der Roten Armee angehörte und in Moskau stationiert war, wo Artjom Lawrow sein Trainer geworden war, startete 1977 auch noch bei der 13. Meisterschaft der Armeen des Warschauer Paktes in Havanna und brachte dort das Kunststück fertig im Finale des Federgewichts den kubanischen Spitzenboxer Ángel Herrera nach Punkten zu besiegen.
1978 wurde Wiktor Rybakow erneut sowjetischer Meister im Federgewicht. Er besiegte dabei im Endkampf Wiktor Demjanenko. Im gleichen Jahr fanden in Belgrad die 2. Weltmeisterschaft der Amateurboxer statt. Wiktor Rybakow war auch hier am Start und besiegte Weerschaft Saturngrun aus Thailand durch Abbruch in der 2. Runde und Zatscho Andrejkowski durch K. o. in der 1. Runde. Im Viertelfinale traf er auf den mit Unterstützung des Publikums über sich hinauswachsenden Jugoslawen Bratislav Ristić und unterlag diesem nach Punkten. Er blieb deswegen bei dieser Weltmeisterschaft ohne Medaille.
Auch 1979 wurde Wiktor Rybakow sowjetischer Meister im Federgewicht und ging im Mai dieses Jahres bei der Europameisterschaft in Köln an den Start. Im Federgewicht siegte er dabei im Achtelfinale über Michael Holmes aus Irland und im Viertelfinale über Rudi Fink aus der DDR nach Punkten. Im Halbfinale siegte er über den Polen Kazimirz Przybylski durch Abbruch in der 3. Runde und im Finale schlug er Zatscho Andrejkowski wie schon bei der Weltmeisterschaft 1978 in der 1. Runde k. o. Damit gewann er zum zweiten Mal den Europameistertitel. Nach der Europameisterschaft fand in New York der 1. World Cup statt. Die Teilnehmerzahl war begrenzt. Wiktor Rybakow siegte dort im Halbfinale über Luis Garcia aus Venezuela nach Punkten und unterlag im Finale gegen Bernard Taylor aus den USA nach Punkten.
Mit dem Sieg bei der sowjetischen Meisterschaft 1980 im Federgewicht qualifizierte sich Wiktor Rybakow erneut für die Olympischen Spiele dieses Jahres, die in Moskau stattfanden. Aber auch in Moskau gelang Wiktor Rybakow nicht der Olympiasieg. Er besiegte zwar Daniel Londas aus Frankreich, Peter Hanlon aus Großbritannien und Zatscho Andrejkowski nach Punkten, musste sich aber im Halbfinale Rudi Fink, den er im Vorjahr noch besiegt hatte, mit 1:4 Richterstimmen geschlagen gegen und bekam deshalb wieder eine Bronzemedaille.
1981 fehlte Wiktor Rybakow bei der sowjetischen Meisterschaft. Er wurde aber trotzdem bei der Europameisterschaft in Tampere eingesetzt. Er startete dort im Leichtgewicht (bis 60 kg Körpergewicht) und überzeugte auch in dieser Gewichtsklasse. Er musste dabei aber innerhalb von zehn Tagen fünf schwere Kämpfe bestreiten. Zunächst siegte er über Manfred Findenig aus Österreich nach Punkten. Mit dem gleichen Ergebnis schlug er auch Rene Weller aus Pforzheim. Im Viertelfinale besiegte er Yordan Leskow aus Bulgarien nach Punkten und im Halbfinale siegte er über Vesa Wiik aus Finnland durch Abbruch in der 2. Runde. Im Finale gelang ihm dann ein klarer Punktsieg über den Italiener Carlo Russolillo. Es war sein dritter Europameistertitel in der dritten Gewichtsklasse (1975 Bantamgewicht, 1979 Federgewicht, 1981 Leichtgewicht).
Wiktor Rybakow startete dann auch noch beim 2. World Cup, der 1981 in Montreal ausgetragen wurde. Er schlug dabei Hyun Yoo Lee, Korea und Luis Garcia aus Venezuela und traf im Finale wieder auf Angel Herrera, der dieses Mal den Spies umdrehen konnte und nach Punkten gewann. Wiktor Rybakow belegte damit den 2. Platz. Dies war sein letzter Start bei einer internationalen Meisterschaft, dem nur noch ein Start bei der sowjetischen Meisterschaft 1982 folgte, bei der er sich zum siebten Mal den sowjetischen Meistertitel holte.
Ende 1982 trat Wiktor Rybakow zurück. Er hatte eine Trainerausbildung absolviert und ging bald darauf als Trainer zur Gruppe der sowjetischen Truppen in Deutschland (GSTD), wo er in Schwerin stationiert war. 1985 wurde er wegen eines Verstoßes gegen devisen- bzw. handelsrechtliche Vorschriften zu sechs Jahren Gefängnis verurteilt, wurde aber schon 1988 wieder freigelassen. 1990 ging er in die Vereinigten Staaten, kehrte er aber schon bald nach Russland zurück. Heute ist er Vize-Präsident des Russischen Box-Verbandes.

## Länderkämpfe Wiktor Rybakows
- 1976 in Moskau, UdSSR gegen USA, Punktniederlage gegen Bernard Taylor,
- 1977 in Las Vegas, USA gegen UdSSR, Punktniederlage gegen Eiichi Jumawan,
- 1977 in Shreveport, USA gegen UdSSR, Sieger durch Abbruch in der 2. Runde über Larry Tatman,
- 1977 in Milwaukee, USA gegen UdSSR, Punktsieger über R. Curry,
- 1978 in Moskau, UdSSR gegen USA, Punktsieger über Darryl Fuller,
- 1979 in Las Vegas, USA gegen UdSSR, Punktsieger über Melvin Paul,
- 1979 in Troy, USA gegen UdSSR, Punktsieger über Bernard Taylor,
- 1980 in Moskau, UdSSR gegen USA, Sieger durch Abbruch in der 2. Runde über Lionel Johnson,
- 1981 in Las Vegas, USA gegen UdSSR, Punktniederlage gegen Clifford Gray,
- 1981 in Sherif Port, USA gegen UdSSR, Punktsieger über Joe Johnson

## UdSSR-Meisterschaften mit Wiktor Rybakow
- 1975, Ba, 1. Wiktor Rybakow, 2. Felix Pak, 3. Alexander Awdejew u. David Torosjan,
- 1976, Ba, 1. Wiktor Rybakow, 2. David Torosjan, 3. Bulat Asanbajew u. Felix Pak,
- 1977, Fe, 1. Wiktor Rybakow, 2. Anatoli Wolkow, 3. Gennadi Sakulin u. Wjatscheslaw Kolikow,
- 1978, Fe, 1. Wiktor Rybakow, 2. Wiktor Demjanenko, 3. Wiktor Nawros u. Wjatscheslaw Kolikow,
- 1979, Fe, 1. Wiktor Rybakow, 2. Wiktor Nawros, 3. Alexander Worobiew u. Ashot Awtischjan,
- 1980, Fe, 1. Wiktor Rybakow, 2. Ilja Bykow, 3. Wjatscheslaw Kolikow u. Sergei Zaslonow,
- 1982, Le, 2. Wiktor Rybakow